# Peter Schnittger
Peter Schnittger (ur. 22 maja 1941 w Hann. Münden) – niemiecki trener piłkarski. W swojej karierze pracował jako selekcjoner wielu reprezentacji narodowych.

## Kariera trenerska
W swojej karierze trenerskiej Schnittger prowadził takie reprezentacje piłkarskie jak: reprezentacja Wybrzeża Kości Słoniowej, Kamerunu, Etiopii, Tajlandii, Madagaskaru, Beninu i Senegalu. Kilkukrotnie wprowadził afrykańskie reprezentacje do Pucharu Narodów Afryki.
Schnittger w latach 1971–1972 był trenerem kameruńskiego klubu Canon Jaunde. W 1971 roku zdobył z nim Puchar Mistrzów.